# Nissan NV300
Nissan NV300 —  сімейство передньопривідних фургонів, які конструктивно аналогічні машинам Renault Trafic третього покоління і прийшло на заміну Nissan Primastar в 2016 році.

## Опис

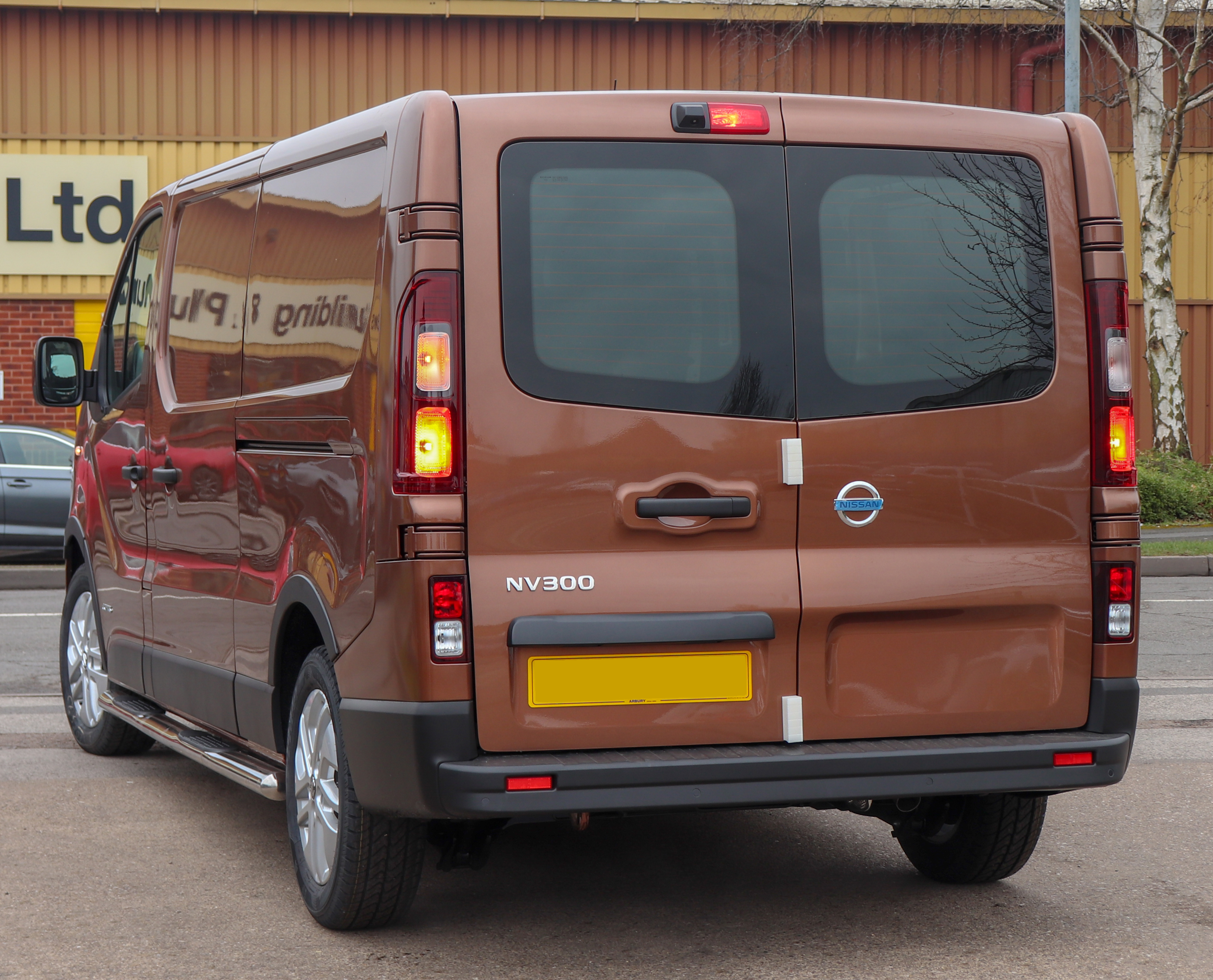
Nissan NV300 Acenta DCi 1.6 (2016-2021)

NV300 зайняв місце між малюком Nissan NV200 і полуторки Nissan NV400.
Nissan NV300 доступний у двох варіантах довжини кузова та висоти даху при загальній вантажомісткості у 5.2 м3 та 8.6 м3 та максимальній вантажопідйомності до 1.269 кг. Можна обрати один з чотирьох доступних дизельних двигунів. Основою для усіх чотирьох послужив 1.6-літровий двигун dCi.
У листопаді 2018 року було оголошено, що під маркою Mitsubishi Express буде продаватись в Австралії та Новій Зеландії з 2020 року.
З 2022 року модель Nissan NV300 повернулася до використання назви Nissan Primastar.

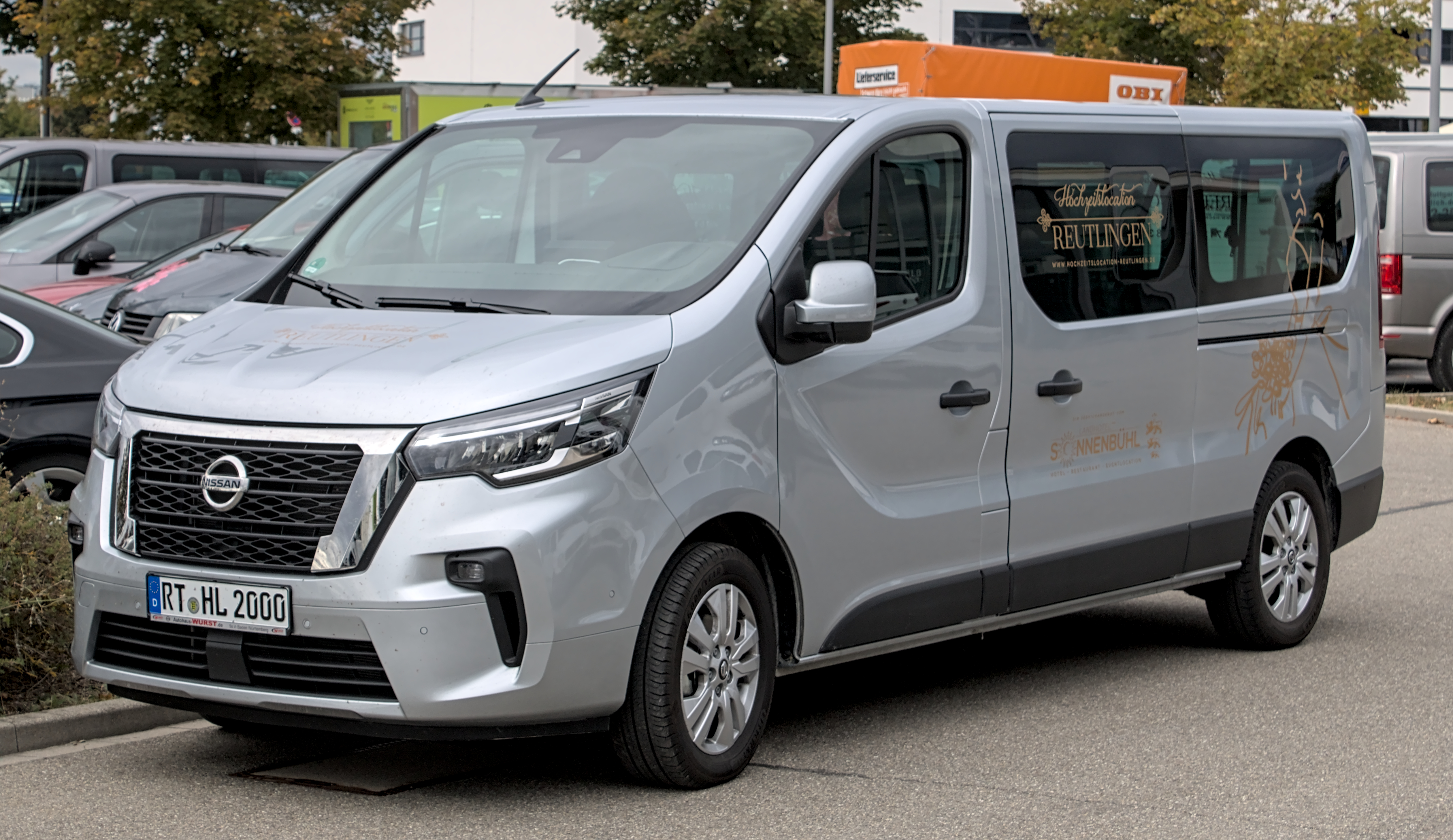
Nissan NV300 (2021 рік)

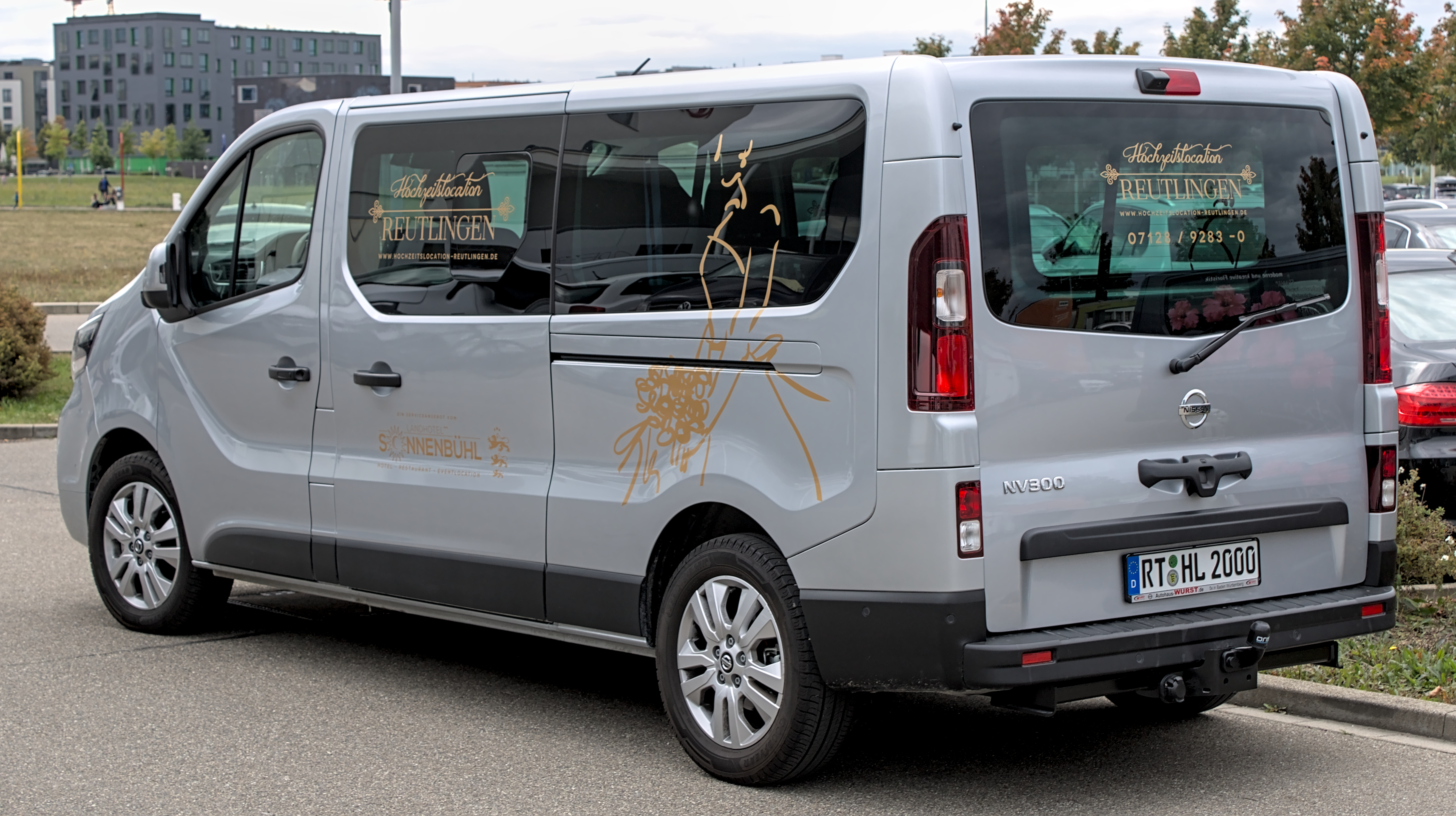
Nissan NV300 (2021 рік)

## Двигуни
| Модель          | Об'єм    | Потужність                       | Крутний момент      | Комбінована витрата пального (л/100 км) |
| --------------- | -------- | -------------------------------- | ------------------- | --------------------------------------- |
| 1.6 dCi         | 1598 см³ | 66 kW (90 к.с.) при 3500 об/хв   | 260 Нм / 1500 об/хв | 6,5                                     |
| 1.6 dCi         | 1598 см³ | 89 kW (120 к.с.) при 3500 об/хв  | 300 Нм / 1750 об/хв | 6,5                                     |
| 1.6 dCi BITURBO | 1598 см³ | 92 kW (125 к.с.) при 3500 об/хв  | 320 Нм / 1500 об/хв | 5,5                                     |
| 1.6 dCi BITURBO | 1598 см³ | 107 kW (145 к.с.) при 3500 об/хв | 340 Нм / 1750 об/хв | 6,0                                     |

## Версії кузова
| Кузов        | Версія | Колісна база (мм) | довжина (мм) | Висота (мм) | Вага (кг) 1 | Повна маса (кг)1 |
| ------------ | ------ | ----------------- | ------------ | ----------- | ----------- | ---------------- |
| Kastenwagen  | L1H1   | 3098              | 4998         | 1971        | 1661–1683   | 2740 - 2760      |
| Kastenwagen  | L1H2   | 3098              | 4998         | ~2500       | 1661–1683   | 2920             |
| Kastenwagen  | L2H1   | 3498              | 5398         | 1971        | 1691–1736   | 2960 - 3010      |
| Kastenwagen  | L2H2   | 3498              | 5398         | ~2500       | 1691–1736   | 2900             |
| Doppelkabine | L1H1   | 3098              | 4998         | 1971        | 1805–1823   | 2740 - 2920      |
| Doppelkabine | L2H1   | 3498              | 5498         | 1971        | 1860–1879   | 2920 - 2948      |
| Combi        | L1H1   | 3098              | 4998         | 1971        | 1665-1685   | 2740 - 2960      |
| Combi        | L2H1   | 3498              | 5398         | 1971        | 1690-1740   | 2845 - 2895      |